# Canariphantes atlassahariensis
Canariphantes atlassahariensis är en spindelart som först beskrevs av Robert Bosmans 1991.  Canariphantes atlassahariensis ingår i släktet Canariphantes och familjen täckvävarspindlar.
Artens utbredningsområde är Algeriet. Inga underarter finns listade.